# Severstal
Severstal est une entreprise sidérurgique russe détenue majoritairement par l'homme d'affaires russe Alexeï Mordachov. Sever signifie en russe « nord » et stal signifie « acier ».

## Historique
Le 25 mai 2006, Arcelor et Severstal ont annoncé leur rapprochement, en vue de contrer l'OPA hostile lancée par Mittal Steel contre Arcelor. Finalement, l'accord devient caduc à la suite du rachat d'Arcelor par Mittal Steel. En 2006, Severstal enregistre 12,423 milliards de dollars de recettes et 1,18 milliard de dollars de bénéfices nets. 
En juillet 2014, Severstal annonce la vente de ses deux usines métallurgiques aux États-Unis, c'est-à-dire ses filiales Severstal Columbus et Severstal Dearborn à respectivement Steel Dynamics et AK Steel Corporation, pour un total de 2,3 milliards de dollars. En 2021, le chiffre d'affaires de la société s'élève à 7,8 milliards d'euros.

## Activité
Severgal est une coentreprise avec Arcelor détenue par Severstal.

### SOLLERS JSC (ex Severstal-Auto) - Division automobile
Depuis le début de l'année 2008, Severstal-Auto est devenue SOLLERS JSC.
Après des négociations qui se sont poursuivies pendant une grande partie de l'année 2005, le 3 janvier 2006, Fiat S.p.A. et Severstal-Auto ont signé un accord de coopération industriel et financier portant sur la création d'une filiale commune avec cession de licences de fabrication d'automobiles Fiat Auto, de véhicules commerciaux Fiat Professional, de véhicules industriels Iveco et de machines agricoles et de Travaux Publics CNH.
Severstal commercialisera l'ensemble de la gamme automobile du groupe Fiat dès l'été 2006, à travers son réseau de distribution automobile et ses concessionnaires.
Le 11 septembre 2007, Fiat Group Automobiles SpA et Severstal-Auto ont annoncé la création d'une coentreprise 50/50 pour l'assemblage et la vente de véhicules Fiat pour le marché russe. La nouvelle usine sera intégrée dans le réseau mondial de production Fiat Auto.
La division automobiles de Fiat S.p.A. fournira à la société russe, à partir de sa filiale turque Fiat-Tofas, les bases CKD pour l'assemblage dans la nouvelle usine de Naberejniye Chelni dans la région de la Volga, à partir du 4e trimestre 2006, des modèles :
- Fiat Palio berline et SW ;
- Fiat Albea ;
- Fiat Linea, à partir de mi-2009, dont la fabrication a débuté en mars 2007 en Turquie ;
- Fiat Doblo'.

De son côté, Fiat Professional fournira à partir de ses sites italiens et brésiliens les éléments en CKD du Fiat Ducato 3e génération, code ZFA-244.
Cet accord est indépendant du rapprochement entre Lada-AvtoVAZ et Fiat Auto pour la cession de licences pour de nouveaux modèles Lada.
Le 7 juin 2008, Fiat S.p.A. et SOLLERS JCS ont créé deux nouvelles coentreprises :
- la première pour la fabrication de la Fiat Linea localement, et non plus simplement son assemblage en CKD en provenance de Fiat Tofas, à partir de la fin d'année 2008, à raison de 50 000 exemplaires en 2009 et 150 000 exemplaires par an à plein régime,
- la deuxième pour la fabrication locale de 90 000 moteurs diesels Fiat FPT F1A pour équiper les Fiat Ducato assemblés localement et les 4x4 UAZ aussi fabriqués par le constructeur russe.

### SEVERSTAL - Divisions poids lourds - matériel agricole et travaux publics
Iveco et CNH (Case New-Holland) ont conclu un accord semblable le 3 mars 2006, dont les modalités pratiques seront dévoilées prochainement.